# Hudi Graben
Hudi Graben je naselje v Občini Tržič.